# Appassionato
Appassionato is een Italiaanse muziekterm met betrekking tot de manier waarop een stuk of passage uitgevoerd dient te worden. Men kan de term vertalen als hartstochtelijk. Dit betekent dus dat, als deze aanwijzing wordt gegeven, men met hartstocht zal moeten spelen. Deze aanwijzing heeft dus vooral betrekking op de voordracht van een stuk. Met de term bedoelt men vooral dat een bepaalde emotie tot uitdrukking moet komen, dit in tegenstelling tot een zeer statische voordracht.
Aan de term kan een tempo-aanduiding worden gekoppeld, zoals allegro. In dat geval ontstaan aanwijzingen als allegro appassionato, zoals in het vijfde deel van het 15e strijkkwartet van Ludwig van Beethoven.